# 北海道道204号湧別上湧別線
北海道道204号湧別上湧別線（ほっかいどうどう204ごう ゆうべつかみゆうべつせん）は、北海道紋別郡湧別町を結ぶ一般道道（北海道道）である。

## 概要

### 路線データ
- 起点：北海道紋別郡湧別町港町（湧別漁港）
- 終点：北海道紋別郡湧別町北兵村三区（国道238号上・国道242号交点）
- 路線延長：2.3 km

## 歴史
- 1954年（昭和29年）3月30日 - 53号として路線認定[1]。
- 1994年（平成6年）10月1日 - 路線番号を204号に変更[2]。

この路線の前身は、1935年（昭和10年）5月23日に認定された準地方費道128号生田原下湧別線の一部区間である。

## 路線状況

### 重複区間
- 湧別町緑町 - 湧別町栄町（北海道道656号湧別停車場サロマ湖線）
- 湧別町錦町 - 湧別町北兵村三区（国道238号）

## 地理

### 通過する自治体
- オホーツク総合振興局
  - 紋別郡湧別町

### 交差する道路
湧別町
- 北海道道656号湧別停車場サロマ湖線 - 緑町、栄町（重複）
- 国道238号＝錦町、北兵村三区（重複）

### 沿線にある施設など
湧別町
- 湧別郵便局 - 緑町
- 遠軽信用金庫湧別支店 - 栄町112-2
- 湧別町総合支所 - 栄町112-1
- 湧別町立湧別小学校 - 錦町
- 湧別町立湧別中学校 - 錦町